# Bouraoui Belhadef
Bouraoui Belhadef (em árabe: بوراوى بلهادف) é uma cidade e comuna localizada na província de Jijel, Argélia. Segundo o censo de 2008, a população total da cidade era de 10 336 habitantes.